# Национальная армия Бирмы

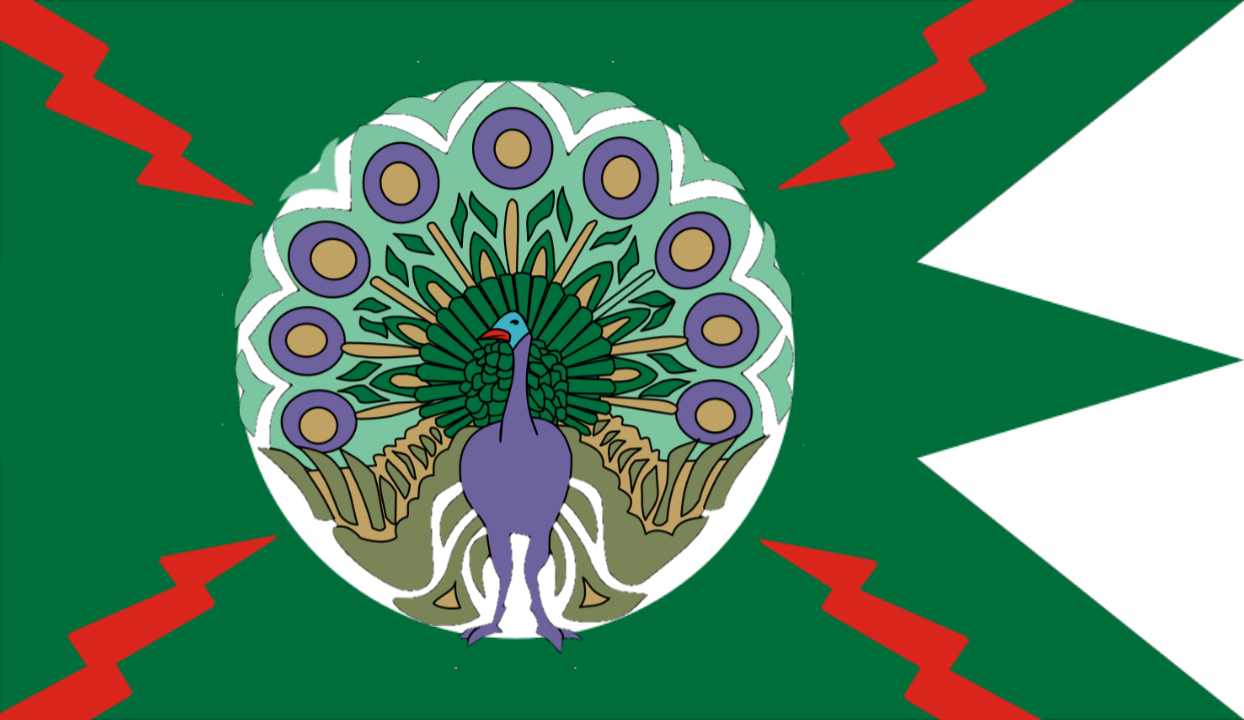
Флаг Армии независимости Бирмы

Национальная армия Бирмы (бирм. ဗမာ့လွတ်လပ်ရေးတပ်မတော်, англ. Burma Independence Army, яп. ビルマ国民軍) — национальные вооружённые формирования в Бирме, существовавшие в 1942—1945 годах. Армия была создана японскими властями в 1941 году под названием Армия независимости Бирмы. До 27 марта 1945 года сражалась на стороне Японии против Британии, затем объявила войну Японии.

## Предыстория
В 1941 году между главой японской резидентуры в Бирме, полковником Кэйдзи Судзуки, и бирманским левым активистом, одним из лидеров бирманской партии «Добама асиайон» и Коммунистической партии Бирмы Аун Саном (от имени будущего правительства Бирмы) было подписано соглашение о создании Народно-революционной партии (НРП) и Армии независимости Бирмы (АНБ), которая должна была иметь японское командование. В июне 1941 года армия должна была организовать вторжение в страну, в то же время НРП должна была организовать восстание. После этого японцы должны были признать независимость Бирмы и поддержать восстание, что послужило бы предлогом для вторжения японской армии.

## Создание армии
Для создания армии была оттобрана группа из «30 товарищей» (из организации такинов), которая была послана на Тайвань для прохождения военной подготовки. Подготовка была закончена в октябре 1941 года, а 27 декабря 1941 в Бангкоке была официально создана Армия независимости Бирмы.
Главнокомандующим был назначен полковник (получивший звание генерала бирманской армии) Судзуки, главой тавойской группы войск — капитан (генерал-лейтенант) Тавасима, начальником штаба — капитан (генерал-майор) Нода, начальник медицинского управления — Цукаса Судзуки. Аун Сан получил звание генерал-майора и был назначен «старшим штабным командиром», без чёткого определения должности. Только 7 бирманцев получили офицерские звания. Одним из них был подполковник Бо Не Вин, председатель Революционного совета Бирмы с 1962 по 1974 год.
Изначально в АНБ было 227 бирманцев и 74 японца (командный состав). Было создано несколько подразделений (разведывательных, диверсионных, фуражирских) для участия в японском вторжении в Бирму.

## Боевые действия против Великобритании

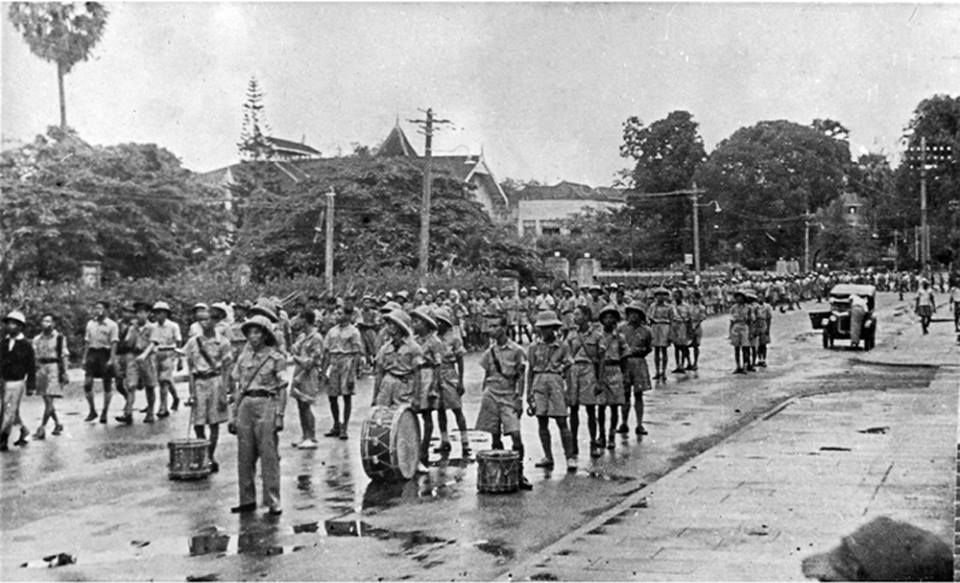
Армия независимости Бирмы входит в Рангун в начале 1942 года

Когда японские войска вторглись в Бирму, многие бирманцы стали вступать в АНБ. К моменту взятия японцами Рангуна 8 марта 1942 года Армия независимости Бирмы насчитывала около 23 тысяч бойцов.
1 августа 1943 года Япония даровала формальную независимость Бирме, но фактически страна оставалась оккупированной крупными силами японской императорской армии. Аун Сан стал министром обороны и командующим Национальной Армии Бирмы (переименованной АНБ). Эта армия состояла из 8 пехотных батальонов, 2 батальонов ПВО, 2 инженерных батальонов, и нескольких вспомогательных подразделений.
В первое время после вторжения Японии АНБ взяла под свой контроль около 80 % населённых пунктов страны.
Летом 1942 года Армия независимости Бирмы была распущена, одновременно с чем была образована Национальная армия Бирмы.

## Боевые действия против Японии
27 марта 1945 года гарнизоны  Национальной армии Бирмы, насчитывавшие 11,5 тыс. человек, подняли восстание против японцев. Его возглавил Аун Сан, который 23 марта покинул Рангун, порвав с японскими оккупантами. Силы бирманского сопротивления 1 мая вошли в Рангун, который уже покинули отступавшие под натиском британцев японские войска.

## Роспуск
Летом 1945 года Национальная армия Бирмы была переименована главнокомандующим союзных войск в Юго-восточной Азии Маунтбеттеном в Патриотические бирманские силы, частично включённые в образованную регулярную бирманскую армию.